# Folketing
Folketing (dánsky: Folketinget), známý také jako Dánský parlament je jednokomorový národní zákonodárný sbor Dánského království, tedy Dánska spolu s Faerskými ostrovy a Grónskem. Folketing byl založen v roce 1849 a až do roku 1953 byl dolní komorou dvoukomorového parlamentu zvaného Rigsdag; horní komorou byl Landstinget (Zemský sněm).
Folketing schvaluje všechny zákony, schvaluje vládu a dohlíží na činnost vlády. Je také zodpovědný za přijímání státního rozpočtu a schvalování státních účtů. Podle dánské ústavy se Folketing dělí o moc s vládnoucím monarchou. V praxi je však role panovníka omezena na podepisování zákonů přijatých zákonodárným sborem; to musí být provedeno do 30 dnů od jejich přijetí.
Skládá se ze 179 zástupců; včetně dvou zástupců Grónska a dvou zástupců Faerských ostrovů. Všeobecné volby se musí konat každé čtyři roky, ale je v pravomoci předsedy vlády požádat panovníka o vypsání voleb před uplynutím volebního období. Při hlasování o nedůvěře může Folketing přimět k odstoupení jednoho ministra nebo celou vládu.

## Historie

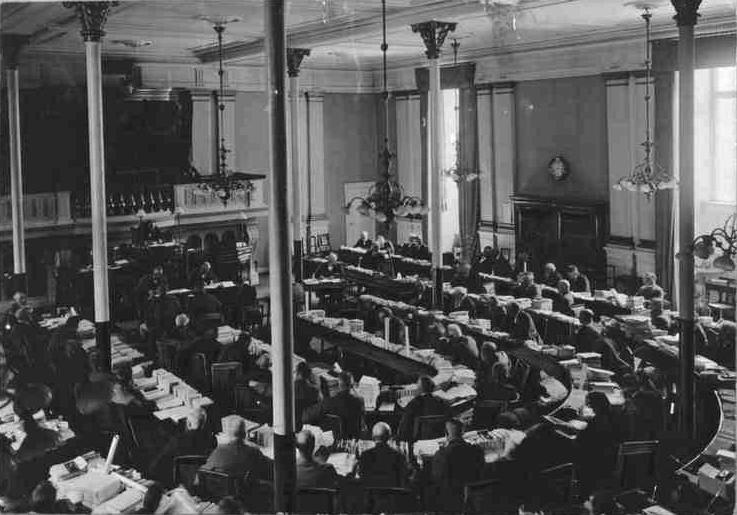
Zasedání obou komor Rigsdagu na přelomu 19. a 20. století

V letech 1849 až 1953 byl Folketing jednou ze dvou komor dvoukomorového parlamentu známého jako Rigsdag; druhá komora se nazývala Landstinget. Rozdíl mezi oběma komorami spočíval v zastoupení voličů.
Folketing byl volen společným hlasováním mužů a skládal se především z nezávislých zemědělců, obchodníků a kupců a také ze vzdělaných vrstev. V letech 1866 až 1915 bylo volební právo do Landstingu omezeno na nejbohatší vrstvy a část jeho členů jmenoval král, takže zastupoval převážně pozemkovou šlechtu a další konzervativce. Od roku 1915 měli volební právo do obou komor muži i ženy a také Landsting byl volen společným hlasováním, i když nepřímo a s vyšší věkovou hranicí než u Folketingu. V následujících desetiletích se zákonodárství odehrávalo především ve Folketingu a Landsting začal být považován za zbytečný.
V roce 1953 byla v referendu přijata revidovaná ústava. Mezi změny patřilo zrušení Landstingu a zavedení jednokomorového parlamentu, známého pouze jako Folketing. Od roku 1849 je sídlem parlamentu palác Christiansborg (známý také pod přezdívkou Borgen, což je dánský výraz pro hrad). Palác se nachází v centru Kodaně.

## Ústavní pravomoci

Sídlo parlamentu, palác Christiansborg

### Složení členů
- Folketing se skládá ze 179 členů, kteří jsou voleni na čtyřleté funkční období nebo do doby, než předseda vlády (prostřednictvím krále v radě) vyhlásí volby, podle toho, co nastane dříve. V samotném Dánsku se volí 175 členů, zatímco Grónsko a Faerské ostrovy volí po dvou členech samostatně.
- Ústava se o politických stranách vůbec nezmiňuje, ačkoli volební zákon ano, a poslanci jsou téměř vždy voleni za nějakou stranu. Jediným nezávislým poslancem, který byl v moderní době zvolen, je komik Jacob Haugaard, ale nezávislí poslanci, obvykle neznámí, jsou vidět při každých volbách. Požadavky na kandidaturu nezávislého kandidáta jsou mnohem mírnější než na kandidaturu nové strany (podpisy 150 oprávněných voličů), ale nezávislí mohou kandidovat pouze v jednom volebním obvodu, což velmi ztěžuje získání potřebného počtu hlasů pro mandát.

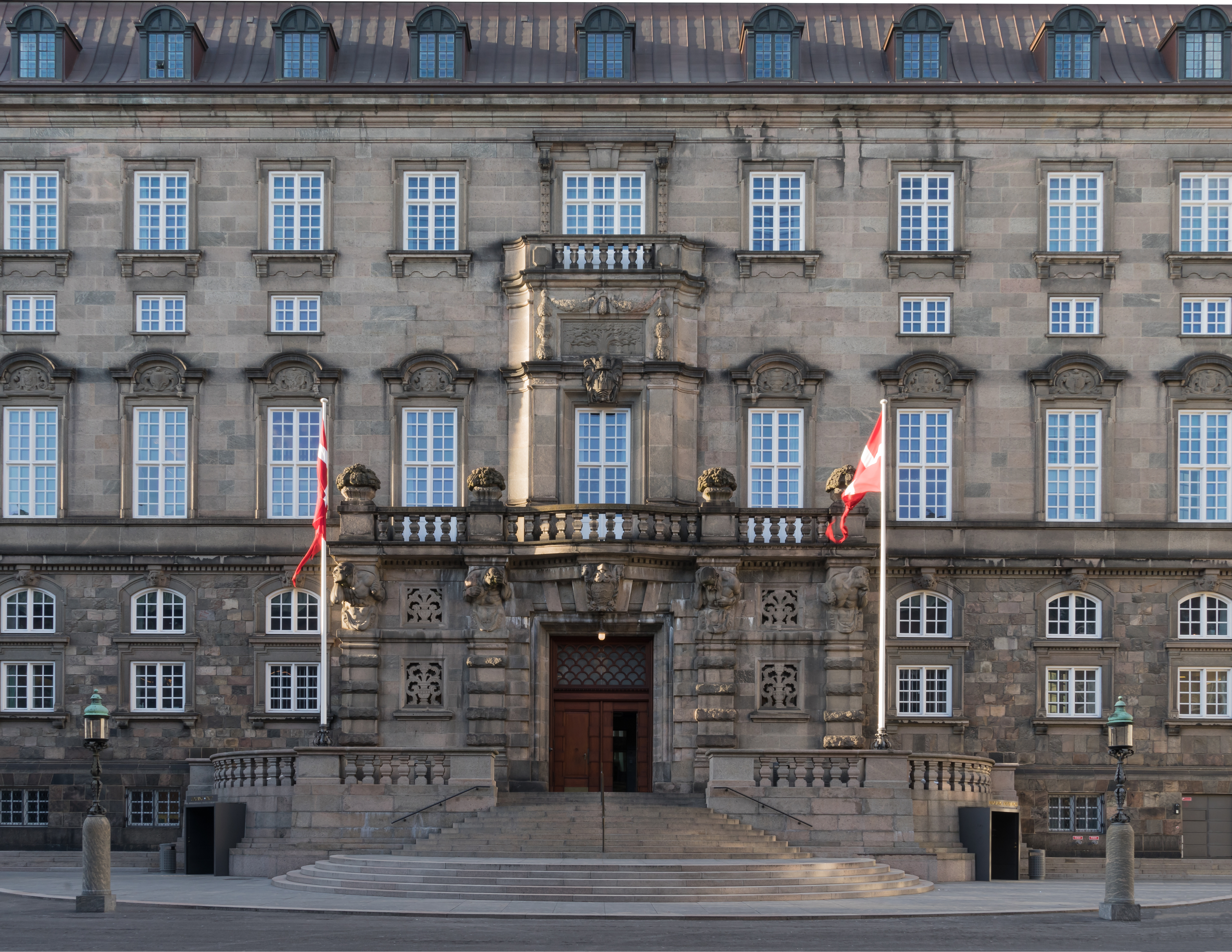
Vstup do Folketingu

### Volební systém
- Ústava požaduje, aby bylo zajištěno „rovné zastoupení různých názorů voličů“ a regionální zastoupení. Volební zákon k tomu stanoví podrobnosti (pro dánské mandáty): 135 mandátů se volí poměrným zastoupením v 10 obvodech a 40 doplňkových mandátů se přiděluje na vyrovnání rozdílu mezi hlasy v obvodech a celostátně. D'Hondtovou metodou poměrného zastoupení podle stranických seznamů se rozděluje 135 mandátů a Sainte-Laguëho metodou 40 doplňkových mandátů. Každá strana si může zvolit jednu z několika metod, jakým způsobem budou mandáty získané touto stranou rozděleny mezi kandidáty.
- Výsledkem je poměrné zastoupení; ve výjimečných případech však mohou největší strany získat jedno nebo dvě křesla navíc od menších stran.
- Volič může volit stranickou kandidátní listinu, jednoho z kandidátů na stranické kandidátní listině nebo nezávislého kandidáta.
- Strany (obvykle okresní stranická shromáždění) rozhodují o nominaci kandidátů před volbami. Při společné nominaci jsou kandidáti voleni podle počtu osobních hlasů. Při přidělení přednostního pořadí může pořadí změnit pouze extrémní počet osobních hlasů.
- Strany musí buď překročit hranici, tj. 2 % celostátních hlasů, nebo získat okresní mandát, aby získaly nějaké doplňující mandáty. Ačkoli je to velmi vzácné, je možné, aby strana získala okresní křeslo, aniž by získala 2 % celostátních hlasů. Jednací sál Folketingu

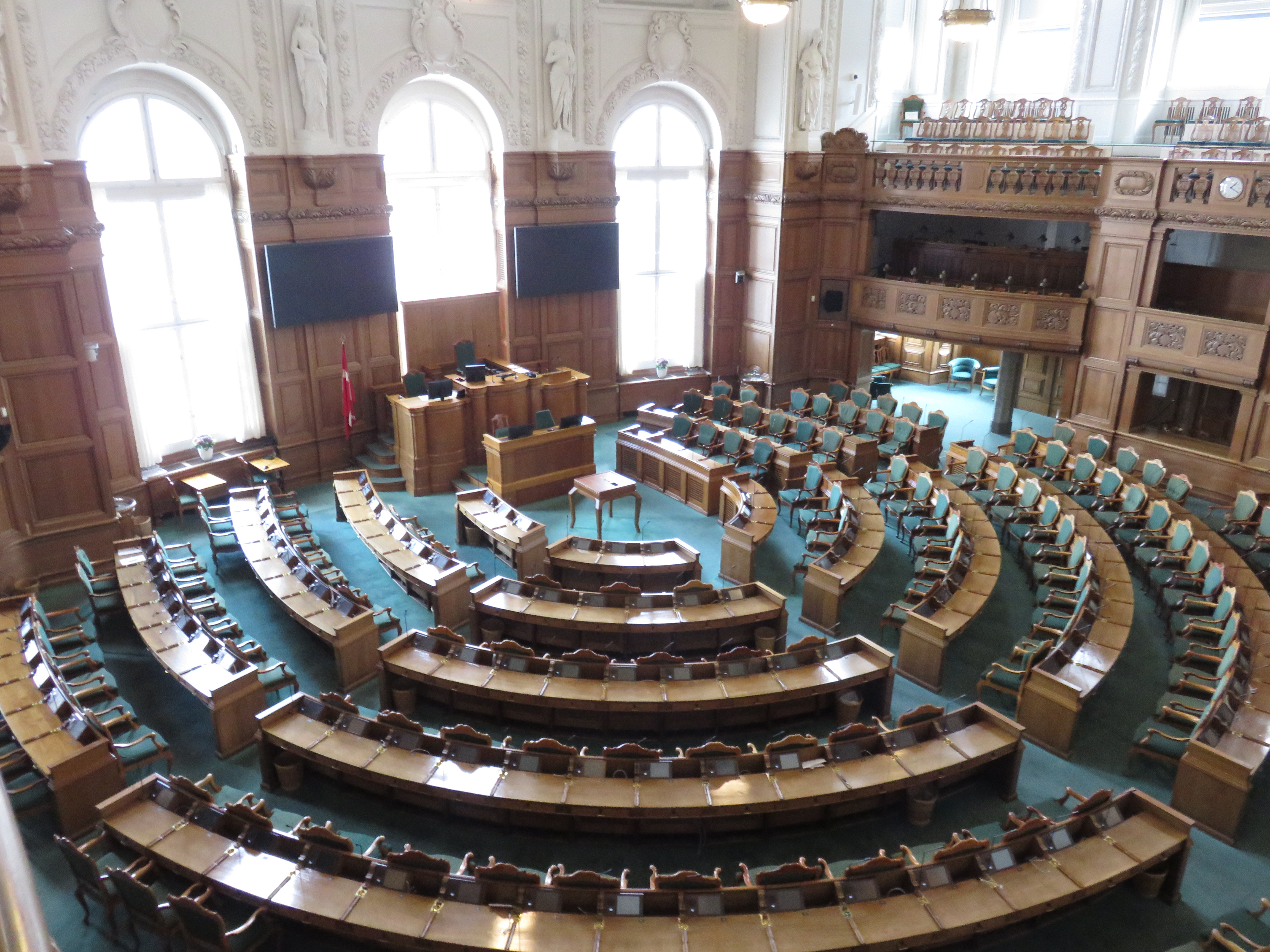
Jednací sál Folketingu

- Aby mohly strany, které nejsou v současné době zastoupeny v parlamentu, kandidovat, musí shromáždit osvědčení o podpoře od přibližně 20 000 voličů (počet platných hlasů odevzdaných ve vlastním Dánsku při posledních volbách, vydělený 175 - ekvivalent jednoho mandátu; po volbách v roce 2007 je požadovaný počet 19 769) a nechat si je jednotlivě orazítkovat registračním úřadem v obci bydliště těchto voličů.

### Požadavky na voliče
- Dánsko má všeobecné volební právo pro všechny občany starší 18 let, kteří žijí v království a nebyli prohlášeni za neschopné spravovat své záležitosti. Ústava umožňuje omezit volební právo pro odsouzené zločince a osoby pobírající sociální dávky, ale tato možnost nebyla již několik desetiletí využita.
- Volit mohou všichni voliči, kteří nebyli odsouzeni za trestné činy, které je činí nehodnými mandátu v parlamentu. Folketing rozhoduje o tom, zda je poslanec oprávněný, či nikoli (po jeho zvolení).

### Parlamentní výsady
- Poslanci mají imunitu, což znamená, že proti nim nelze vznést žádné trestní obvinění, pokud nejsou přistiženi při činu a pokud je Folketing nezbaví imunity. Účelem je zabránit politickému pronásledování. V praxi Folketing vždy zrušil imunitu, pokud byl poslanec obviněn z trestného činu, obvykle se souhlasem samotného obviněného poslance.
- Rozpravy mohou probíhat za zavřenými dveřmi, ačkoli se tak nestalo od 9. dubna 1940, dne německé invaze za druhé světové války.

### Ministři
- Ministři mohou mít mandát v parlamentu, ale nemusí. Soudci Nejvyššího soudu - v souladu s konvencí - nemohou zastávat mandát a zároveň vykonávat funkci soudce.
- Ministři mohou - i když nejsou poslanci - požadovat řečnický čas, kdykoli chtějí.

### Legislativa
- Návrhy zákonů mohou parlamentu předkládat poslanci (soukromé poslanecké návrhy zákonů) a ministři. Návrhy zákonů předkládají parlamentu převážně ministři, protože mají k dispozici právní kancelář ministerstva spravedlnosti. Opozice namísto soukromého návrhu zákona obvykle předkládá návrh na rozhodnutí parlamentu, tj. krátké usnesení, které se zabývá daným tématem a ukládá příslušnému ministrovi, aby ohledně něj navrhl zákon.[3]

## Předseda Folketingu
Předseda je předsedajícím členem Folketingu. Předseda určuje, kteří členové mohou mluvit, a odpovídá za udržování pořádku během rozpravy. Tato funkce byla zřízena v roce 1850 a prvním předsedou se stal Carl Christoffer Georg Andræ. Současným předsedou je Henrik Dam Kristensen ze sociální demokracie. Předseda a čtyři místopředsedové jsou voleni poslanci při zahájení parlamentu po každých parlamentních volbách a tvoří předsednictvo sněmovny.